# 私の国
『私の国』（わたしのくに、朝: 나의 나라、英：My country:The New Age）は、2019年10月4日から11月23日まで放送された韓国・JTBCのテレビドラマ。高麗末期から朝鮮王朝時代へと激動の変革になっていく中、生き残りに賭けた男の戦いを描く。最高視聴率は、5%（第6話）。日本では、KNTVやWOWOWで放送され、TELASA、GyaO!など多数の動画配信サービスで配信されている。ウ・ドファンにとって初の時代劇挑戦となった。

## あらすじ
時は、高麗末期。弓の名手で処刑された罪人を父に持つソ・フィ（ヤン・セジョン）と政治高官の父を持ちながら、母が奴碑であることと、嫡男を亡くしたことの原因を押し付けられたナム・ソノ（ウ・ドファン）。二人は、ライバルでありながら親友でもあった。そんな中、父王に高麗を倒すために協力したが、世子は、異母弟にされ憎悪するイ・バンウォン（チャン・ヒョク）。やがて三人の運命は、地獄へと変わってゆく。

## キャスト
()内は、吹き替え版声優。
- ソ・フィ：ヤン・セジョン（声：福山潤）

弓の名手。父を武士に持っていたが、何らかの不正により、処刑されてしまった。ソノとはライバルでありながら、親友でもある。
- ナム・ソノ：ウ・ドファン（声：細谷佳正）

政治家の息子であるが、庶子のために認められない。フィとは、ライバルと共に親友であった。
- ハン・ヒジェ：ソリョン（AOA）（声：三森すずこ）

ヒロイン、妓生の娘。役人から追われていたフィやソノと出会う。
- イ・バンウォン：チャン・ヒョク（声：土田大）

後の朝鮮第三代王・太宗。異母弟が世子に冊立されたことに対し、憎悪する。
- イ・ソンゲ：キム・ヨンチョル

バンウォンの父。朝鮮を建国した初代王。
- ナム・ジョン：アン・ネサン

ソノの父で、朝鮮建国に協力した忠臣。
- ソ・ヨン：チョ・イヒョン（声：岡純子）

フィの妹。幼き頃に父のソ・ゴムが処刑場で自決する光景を目撃した。
- パク・チド：チ・スンヒョン（声：高橋良輔）

ソ・ゴムと共に女真族や倭寇を鎮圧するなど数々の戦地で活躍した武将だが、ある事件で警備兵へと失脚する。

## スタッフ
- 脚本：チェ・スンデ
- 演出：キム・ジンウォン
- 制作：JTBC, CELLTRION ENTERTAINMENT（英語版）, "My Coutry: The New Age Production Partners"

## 日本での放送
日本では、2019年12月8日にCSチャンネルKNTVにて1話先行放送、2020年1月18日に同チャンネルにて本放送された。
放送チャンネルによって、話数がオリジナルの話数と異なる事がある。
- KNTV：2020年1月18日[6] - 2020年3月7日[7] （毎週土 20時50分 - 23時45分）※二話連続放送
  - 同上：2020年3月18日[8] - 2020年5月7日[9]（毎週水・木 5時30分 - 7時00分）※再放送。2020年4月8日(7話)より7時00分から8時30分迄放送
  - 同上：2020年5月2日[10] - 2020年5月23日[11]（毎週火〜土 18時30分 - 20時00分）※再放送
- WOWOW：2020年8月7日[12] - 2020年9月25日[13]（毎週金 18時30分 - 21時30分）※二話連続放送
- LaLa TV：2021年1月22日[14] - 2021年2月5日（毎週月〜金 19時45分 - 21時30分）
  - 同上：2021年4月17日[15] - 2021年5月8日（毎週土 11時45分 - 18時45分）※再放送、4話連続放送。2021年4月24日(5話)より12時15分から15時15分、15時30分から18時30迄放送(途中にインフォメーションあり)
  - 同上：2021年6月4日[16] - 2021年6月28日（毎週月～金 4時30分 - 6時15分）※再放送
- BS朝日：2021年5月10日 - 2021年5月31日（毎週月〜金 8時30分 - 10時00分）
- テレビ愛知：2021年6月29日 - 2021年7月20日（毎週月〜金 8時15分 - 9時30分）二ヶ国語放送（日本語字幕付き）
- テレビ大阪：2021年7月26日 - 2021年8月31日（毎週月〜金 11時59分 - 12時57分）二ヶ国語放送（日本語字幕付き）※24話版で放送
- テレQ：2022年4月14日 - 2022年5月20日（毎週月～金 9時00分 - 9時57分）二ヶ国語放送（日本語字幕付き）※24話版で放送
- BS-TBS：2022年6月15日 - 2022年7月6日（毎週月〜金 12時59分 - 13時55分）
  - 同上：2022年9月14日 - 2022年10月5日（毎週月〜金 7時00分 - 7時54分）※再放送
- サンテレビ：2022年8月25日 - 2022年9月27日（毎週月～金 13時00分 - 13時56分）二ヶ国語放送（日本語字幕付き）※24話版で放送
- フジテレビTWO：2023年1月6日 - 1月27日（毎週火〜土 1時10分 - 2時30分）